# Jacques d'Ayguesvives
Jacques-Auguste Martin d'Ayguesvives (Toulouse, 25 mei 1829 - Fonbeauzard, 16 oktober 1901) was een Frans politicus ten tijde van het Tweede Franse Keizerrijk en de Derde Franse Republiek.

## Biografie
Jacques d'Ayguesvives werd geboren als kleinzoon van Joseph de Malaret, de burgemeester van Toulouse. Aanvankelijk werd hij kamerheer van keizer Napoleon III. In 1860, ten tijde van het Tweede Franse Keizerrijk, werd hij in Haute-Garonne departementsraadslid voor het kanton Montgiscard. Na de parlementsverkiezingen van 1863 werd d'Ayguesvives volksvertegenwoordiger. Hij zou zetelen in het Wetgevend Lichaam tot de val van het Tweede Franse Keizerrijk en de afkondiging van de Derde Franse Republiek op 4 september 1870. Van 1876 tot 1878 zetelde hij voor een tweede maal in het parlement. In deze periode maakte d'Ayguesvives deel uit van de bonapartistische fractie Appel au peuple.

## Onderscheidingen
Jacques d'Ayguesvives was officier in het Legioen van Eer.